# Prunus undulata
Prunus undulata är en rosväxtart som beskrevs av Buch.-ham. och David Don. Prunus undulata ingår i släktet prunusar, och familjen rosväxter. Utöver nominatformen finns också underarten P. u. microbotrys.